# 餃子 (ドラゴンボール)
餃子（チャオズ）は、鳥山明原作の漫画『ドラゴンボール』および、それを原作とするアニメに登場する架空の人物。アニメでの声優は江森浩子。

## 概要
エイジ738生まれで身長138cm、体重33kg。趣味は映画鑑賞。好きな食べ物は天津丼。好きな乗り物はエア・スクーター。
容姿はキョンシーに酷似。「いっぽまちがうとベビーキョンシーそのもの」との説明もある。作中では2、3頭身程度の小柄な体格で描かれており、全身真っ白な体色だが頬だけ赤みがさしている。髪が一本ある頭部はダイヤモンドより固く、頭突きが大きな武器になる。
一人称は「ボク」。元々は鶴仙人の弟子であり、天津飯とは鶴仙流の兄弟弟子。天津飯のことは「天さん」と呼び、非常に慕っている（登場当初は「天」と呼んでいる）。様々な超能力の使い手だが、一定以上の強さの相手には効かないことがあり、純粋な戦闘力は味方の主要戦士の中では一番低い。登場初期には頭を使うことが苦手で一桁の算数も指を使わなければ計算できず、しまいには戦闘中であるにもかかわらず、素直に計算をした隙に倒されるなど、不器用な一面が目立った。
名前の由来は中国料理の餃子（ギョウザ）。読み自体も北京語の音写である。

## ストーリーへの絡み
亀仙人の亀仙流に対抗すべく、第22回天下一武道会に出場。予選を突破し1回戦でクリリンと戦い、超能力を駆使して優位に立ったがクリリンに算数の問題を出され、律義に計算したが、計算能力の無さで迷っているところを突かれて敗北。その後孫悟空と天津飯の決勝戦の際、鶴仙人の指示により超能力で悟空の動きを封じたが、卑劣な方法を嫌う天津飯に怒鳴られ止める。大会後は、鶴仙流の教えの過ちに気付いた天津飯と共に、師匠のもとを離れた。ピッコロ大魔王に殺されて生き返った後、第23回天下一武道会に出場したが、予選で桃白白に敗北した。
アニメでは、第22回天下一武道会以前のオリジナルエピソードにおいて初登場。
サイヤ人編では通常の攻撃や超能力が通じないナッパに背後からしがみ付き、決死の覚悟で自爆する。ナッパには全く効かなかったが、天津飯を助けたいという芯の強さを見せた。アニメではナッパの猛攻に耐え続けるシーンが追加されている。
餃子が戦闘に参加したのはサイヤ人編が最後となり、人造人間編以降は「戦いについていけない」と判断した天津飯によって、修行地に置いていかれることになった。魔人ブウ編でも登場はするものの、戦闘には参加していない。アニメではナメック星編で界王のもとでの修行中にグルドと戦うオリジナルストーリーが描かれた。
作中では描かれていないが、餃子のその後について鳥山明は「天津飯と共に農業を手伝っており、超能力を使って効率の良い作業が評判で近くの農家からも高額で雇われるために、多額の貯金を持っているらしい」と語っている。

## 年表
- エイジ738 - 誕生。
- 正確な年代は不明だが、幼少期より鶴仙人のもとに弟子入りし、鶴仙人とその弟桃白白による修行を受ける。
- エイジ753 - 第22回天下一武道会に参加。1回戦でクリリンに敗退。決勝戦観戦中に鶴仙流を裏切る。その後、ピッコロ大魔王の世界征服を阻止するべく亀仙人、天津飯と共にドラゴンボールを収集するが、ピッコロが体内にドラゴンボールを隠したため打つ手がなくなる。ピッコロが神龍を呼び出した際、天津飯の指示でピッコロの消滅を先に願うべく飛び出すが、攻撃を受けて死亡。悟空とピッコロの戦いの後、ドラゴンボールで生き返る。
- エイジ756 - 第23回天下一武道会に出場したが、桃白白に敗北して予選敗退。病院に入院していたが決勝戦終了直後、武道会場に姿を現す。
- エイジ762 - サイヤ人が襲来することを知り、天津飯やクリリン、ヤムチャ、ヤジロベーと共に神のもとで修行を行う。
- エイジ762 11月3日 - サイヤ人のベジータとナッパが地球に襲来。ナッパに自爆を仕掛け、死亡。バラバラに木っ端微塵になった肉体をあの世で地球の神によって再生され、以降は界王星で修行し、アニメではグルドを倒すほど戦闘力が上昇。
- エイジ763 9月10日 - ナメック星のドラゴンボールで天津飯と共に生き返る。
- エイジ764 - フリーザの地球襲来時、天津飯と共に駆けつける。その後、3年後の人造人間との戦いに備えて天津飯と共に修行を開始。
- エイジ767 - 人造人間19号と人造人間20号が現れ、天津飯の判断により修行地に残される。これ以後、戦いには不参加となる。アニメでは、当初はカメハウスに預けられていたが、人造人間17号と人造人間18号との戦闘後に天津飯が引き取りに訪れた。また、原作では、ジンジャータウンでピッコロと対峙した際のセルの気を感じ取るシーン以降は登場しなかったが、アニメでは、セルに新気功砲を撃ち続ける天津飯の身を案じたり、カプセルコーポレーションに集まったり、セルゲームの恐怖から逃げ惑う人々を見つめるシーンなどで登場した。
- エイジ774 - 魔人ブウの地球人類全滅から生き延びるが、ブウの地球破壊により死亡する。その後、ナメック星のドラゴンボールで復活。アニメではブウと戦っている悟空に元気を送るシーンが描かれた。

## 劇場版
劇場版第3作目『摩訶不思議大冒険』では、ミーファン帝国の皇帝陛下として登場。皇帝という立場から孤独な思いをしていたが、帝国を狙う鶴仙人の一味である家来の天津飯を友達だと信じ慕っており、普段は「天さん」、天津飯は餃子を「陛下」と呼ぶが、二人で会うときだけは名前で呼び合うと約束をしている。また、天津飯に武道指南してもらっており、心（テレパシー）で会話ができる。黄黄（ランラン）という花嫁（人形）がいる。アニメではサイヤ人戦で死亡した際の天津飯の回想には『摩訶不思議大冒険』の皇帝姿の餃子の姿が描かれていた。
劇場版第6作目『地球まるごと超決戦』では、天津飯と共にターレス軍団のレズン・ラカセイ兄弟と闘うが敗れる。その後悟空が元気玉を作るための時間稼ぎのため、他の仲間とともにターレスに挑んでいる。
劇場版第12作目『銀河ギリギリ!!ぶっちぎりの凄い奴』では、戦いに参加せず、天津飯の応援に駆けつけている。ボージャックが倒された後、クリリンたちのお見舞いに行っている。同作のみ胸に「餃子」の文字が書かれた道着を着用している。

## ドラゴンボール超
天津飯と共に、ブルマの誕生パーティーに出席したり、第6・第7宇宙破壊神選抜格闘試合を観戦。格闘試合終了後の祝勝会では、ビルスがモナカに変装する時間稼ぎのため、悟空を超能力で足止めした。
力の大会の前のユーリンが起こした騒動では、超能力を駆使して騒動を治めるのに貢献した。天津飯と違い、力の大会には不参加（漫画では天津飯が人数合わせのために呼ぼうと提案した）だった。最終回である第131話のエンドロールでは、戦いを終えた天津飯を出迎え、その後のブラの誕生を祝うパーティーにも出席した。
銀河パトロール囚人編では、モロ配下の囚人軍が地球に襲来した際に、久々に戦線に復帰。悟飯らと共に臨時の銀河パトロール隊員として、モロに力を分け与えられパワーアップした囚人たちと戦う。天津飯と二人でビックラ・コイターと対戦。ビックラ・コイターは堅牢な身体を誇る金属生命体「メタルマン」という種族で、攻撃が通らず苦戦するが、以前、第6宇宙との対抗試合でベジータが戦った同種族の戦士の弱点であった「悪口」を思い出す。上手い悪口が浮かばず苦心する天津飯に代わって、悪口が得意な餃子がビックラ・コイターに効果的な悪口をまくしたてて勝利を収めた。その後、ヤムチャを救援に向かうも囚人軍の副官であったザウヨギに苦戦を強いられていたが、地球に到着した悟空に助けられた。

## ドラゴンボールGT
- エイジ790（52歳） - 第33話（回想のみ）、第40話、第64話に登場。第40話では究極のドラゴンボールによる地球爆発の際、超サイヤ人4の悟空に瞬間移動でツフル星へ移動するシーンと復活した地球でのパーティーのシーンで登場。最終回では頭上を飛んでいる神龍を天津飯と共に眺めていた。本作での台詞はなし。

## 餃子の技
舞空術（ぶくうじゅつ）
全身の気をコントロールしながら放出することによって、空中を飛行する鶴仙流独自の技。アニメではこの技から「ヘリコプターみたいなやつ」とウーロンから形容される。
どどん波（どどんぱ）
鶴仙人が編み出した、鶴仙流の暗殺奥義。人差し指に気を集め、その指先から光線を一気に放出する。相手を一撃で仕留めるために、心臓などの急所を狙って使用される。
他の使い手である桃白白や天津飯は単発で放っているが、餃子は対クリリン戦で空中から連射したり、溜めて威力を高めて放つといった使い方をしていた。
頭突き
アニメオリジナル技。明確な技の名前はないが、餃子が本気を出した時に繰り出す体術系の技。弾丸のように高速できりもみ回転しながら、相手めがけて突っ込んでゆく。鶴仙人によると餃子の頭はダイヤモンドより固く、相手に避けられて壁や地面に激突しても自身のダメージにはならない。『ドラゴンボールZ W爆烈IMPACT』では「きりもち頭突き」と呼ばれていた。
超能力（ちょうのうりょく）
サイコキネシス / 念動力
物体を宙に浮かべ、意のままに操る。アニメの天下一武道会では、この術でくじ引きを操作した。
テレパシー
脳に直接メッセージを送りあうことで、相手と言葉を発さずに意志交換を行う。鶴仙人や天津飯も使用が可能。
金縛りの術（かなしばりのじゅつ）
両手を相手にかざし、相手に腹痛を起こさせ動きを封じる術。両手をかざすのを止めると腹痛も治まってしまう。
第22回天下一武道会で、クリリンに使用し連続蹴りでダメージを与えていたが、クリリンに計算問題を出されると指を使って計算しようとしたため、超能力が解けてしまい逆転負けをくらうことになった。決勝戦の悟空と天津飯との戦いでは指一本で悟空を一瞬停止させた。サイヤ人戦ではナッパ戦の冒頭で使用するも、ナッパには効かなかった。『超』では、ビルスがモナカに変装するまでの時間稼ぎのため、悟空相手に使用し、体を重くしてわずかながらも足止めした。
自爆（じばく）
サイヤ人戦で瀕死の天津飯を助けるために、ナッパの背中に張り付き自らを爆発させ死亡したが、ナッパにはダメージを与えられなかった。
アニメでは爆破する前に青白いオーラが放出され、ゲーム『ドラゴンボールZ 超サイヤ伝説』では「サイコアタック」と命名された（自爆はせずダメージを与えるのみ）。界王星での修行にてピッコロにも使用している。
「ドラゴンボールZ Sparking!シリーズ」では「さよなら天さん」という技名で大ダメージを与えることができるが自身の体力は残り1になってしまう。

## 餃子の戦闘力
サイヤ人戦：610
仲間たちと共にベジータらの襲来に備え、神様の下で修業し戦闘力が上昇。
その後の戦闘力の数値は不明だが、ベジータらの襲来の闘いで命を落とした後も、界王の下で修業している。アニメでは、その修業中にギニュー特戦隊のグルドと対決し勝利している。復活後も、人造人間との闘いに向けて天津飯と共に3年間修業はしていたが、天津飯に危険の方が大きいとその身を案じられ参戦しなかった。結果的に前線で闘ったのはベジータらサイヤ人の地球襲来の戦闘までとなった。
原作者の鳥山明がストーリーを手掛けた魔人ブウ編のその後を描く漫画版『ドラゴンボール超』の「銀河パトロール囚人編」では久々に実戦に復帰。悟飯らと共に臨時の銀河パトロール隊員として、モロに力を分け与えられ戦闘力を上げた囚人たちと戦った。

## ゲームでの登場
ファミリーコンピュータゲーム『ドラゴンボールZ 強襲!サイヤ人』『ドラゴンボールZII 激神フリーザ!!』『ドラゴンボールZIII 烈戦人造人間』、スーパーファミコンゲーム『ドラゴンボールZ 超サイヤ伝説』ではプレイヤーキャラクターの一人として登場。戦闘力はZ戦士の中では最弱だが、超能力は作品によっては相手の動きを1ターンの間完全に止めることができる。『ドラゴンボールZ外伝 サイヤ人絶滅計画』ではカードとして扱われる。
格闘ゲーム作品ではストーリーモードなどでのサブキャラクターとしての登場にとどまっていたが、『ドラゴンボールZ Sparking!』にて本格的に登場。IFストーリーではグルドに対し「お前キモい、息も臭い、喋るな!」と暴言を発し、勝利後に倒れているグルドの頭を蹴る場面もある（敗北した場合は鼻をつまみながら「く、くさい、喋るな」と言う）。それ以降のシリーズでもグルドを嫌っており、『ドラゴンボール レイジングブラスト』のアニメオリジナルに当たるバトルでもアニメと違い、怖がるどころか強気な態度を取り、後半に入ると「お前思ってたより大したことない」と皮肉った。またヤムチャには親しげに接する一方、クリリンに対しては勝利すると馬鹿にする。

## 補足
身長138cmに設定されており、187cmの天津飯とは49cm差になるが、作中では設定よりも小柄の2、3頭身で作画されている。作画的には初登場時から多少身長が高くなった以外、容姿に変化は見られない。アニメでは、天津飯の回想シーンで幼少期もかかれるが、外見は全く一緒であった。天津飯のように大きくなりたいと思っている。
非常に料理が上手く、『ドラゴンボールZ』139話では、カメハウスで亀仙人、ウーロン、ウミガメにラーメンを振舞い賞賛されていた。
アニメではホテルに宿泊する際には天津飯と共にクマのぬいぐるみと寝ているシーンがあり、劇場版『摩訶不思議大冒険』では悪夢を見て真夜中に付き人の天津飯を呼び出すなど、幼いキャラクターとして描写されている。
アニメ『ドラゴンボール』131話、132話では黒い瞳が赤くなり火山の噴火を予知した。
同じくアニメでは天津飯を追ってきたランチと3人で生活をしようとするシーンもあるが、ランチに常に「タコ!」と呼ばれ、餃子はランチに敬語を使い、天津飯が不在の時にはマシンガンを乱射されるなど二人の仲はあまり良いとは言えない状態だった。そんな中サイヤ人の来襲を知り、戦闘に参加することが決まると、天津飯と顔を合わせ安堵の表情を浮かべるシーンがある。
PlayStation 2用ゲーム『ドラゴンボールZ3』では天津飯に不意打ちに国語力を試されるシーンがあり、算数だけではなく国語も苦手と設定されている。

### 備考
- 死の数は計3回。原作に限定すればクリリンと共に最多数だが、アニメ『ドラゴンボールGT』でクリリンは4度目の死亡を迎えている。
- 原作では餃子が勝利した試合や戦闘はない（内容では述べていないが第22回の天下一武道会では予選の対戦相手には勝利している）。アニメではグルドとの闘いで初勝利している。
- 原作では悟空と会話するシーンが無く（会話をしたのは天津飯、亀仙人、鶴仙人、クリリンの4人のみ）、主要戦士の中では唯一、悟空に対する呼称が不明（アニメ版では「悟空」と呼び捨て、『ドラゴンボール改』のみ「悟空さん」と呼んでいる）。
- アニメでは、上記の4人以外にも悟空をはじめヤムチャ[注 2]やチチ、ランチ、北銀河の界王、グレゴリーなどとも会話のシーンがあり、また、人造人間編や魔人ブウ編でも登場シーンがある。
- TVスペシャル『絶望への反抗!! 残された超戦士・悟飯とトランクス』の冒頭や『ドラゴンボールZ』164話におけるトランクスが自分の未来のことを回想するシーンにおいては、餃子だけ説明されず死亡する場面も描かれていない。ただし『ドラゴンボールZ』第122話ではトランクスの回想で一瞬だけ餃子が殺されるシーンがある。
- 『ドラゴンボール改』ではセル編以降敬語で話すようになっている。